# Burney (cratère)
Pour les articles homonymes, voir Burney.
Le cratère Burney est un cratère situé à la surface de Pluton.
Le nom du cratère dérive de Venetia Burney. Il est proposé par l'équipe de New Horizons et est officiellement approuvé par l'Union astronomique internationale le 7 septembre 2017.